# Xã Clearwater, Michigan
Xã Clearwater (tiếng Anh: Clearwater Township) là một xã thuộc quận Kalkaska, tiểu bang Michigan, Hoa Kỳ. Năm 2010, dân số của xã này là 2.444 người.